# Potentilla anachoretica
Potentilla anachoretica är en rosväxtart som beskrevs av Sojak. Potentilla anachoretica ingår i Fingerörtssläktet som ingår i familjen rosväxter. Utöver nominatformen finns också underarten P. a. planiuscula.